# Коли Гаррі зустрів Саллі
«Коли Гаррі зустрів Саллі» — кінофільм, що отримав премію Британської академії за найкращий сценарій.

## Зміст
Гаррі зустрічався з подругою Саллі. Коли Саллі збирається в Нью-Йорк, подруга просить її підкинути заодно і Гарі. У дорозі вони знайомляться і спілкуються, спочатку вимушено, а потім з цікавістю і задоволенням. Гаррі каже, що Саллі його приваблює, але Саллі ставиться до цього скептично. Вона каже, що вони можуть бути друзями. Але Гаррі впевнено заявляє, що друзями вони не будуть ніколи через те, що Саллі симпатична, а всі симпатичні жінки рано чи пізно опиняються в його ліжку. По приїзді в Нью-Йорк вони розлучаються.
Проходить 5 років. Саллі в аеропорту, її проводжає її молодий чоловік. Несподівано вони стикаються з Гаррі. Яка зустріч! У літаку вони сидять поруч, Гаррі каже, що збирається одружуватися і тепер вони з Саллі можуть подружитися. Гаррі пропонує Саллі повечеряти «як друзі», але Саллі відмовляється. Вони розлучаються і зустрічаються знову через 6 років.
Саллі 31 рік, і вона кинула того хлопця, так як він не хотів одружитися з нею. Дружина Гаррі пішла до іншого. Гаррі зустрічає Саллі в магазині і пропонує їй більше не розлучатися і дружити. У них справжня міцна дружба, вони допомагають одне одному з ремонтом, діляться думками і переживаннями, Саллі втішає Гаррі після його важкого розставання з дружиною, а Гаррі дбайливо ставиться до Саллі. Кожен з них вирішує, що пора знайти іншому відповідну пару.
Гаррі і Саллі пробують побудувати відносини з іншими людьми, але у них нічого не виходить. Вони ні з ким не можуть бути так відверті, як одне з одним. Вони обоє  одне одному близькі і зрозумілі, вони знають звички одне одного і люблять їх. Одного разу Саллі дізнається, що її колишній одружився з іншою. У сльозах вона дзвонить Гаррі, і він приїжджає втішити її. Вони опиняються в ліжку.
На ранок Саллі щаслива, вона не знає ще, що це — дружба чи все-таки любов, але їй це подобається і хочеться дізнатися, що ж буде далі. Але Гаррі йде, кажучи, що це була помилка. Йому сподобалося (та й взагалі Саллі завжди його приваблювала), але він вважає, що це неправильно, вони — друзі, і не потрібно псувати їхні такі прекрасні стосунки. Саллі ображена на нього за це, вона не розуміє, що поганого в тому, що вони не тільки друзі, але ще й коханці, це ж ще краще!
Гаррі розмірковує про те, що ж тепер робити, і розуміє нарешті, що Саллі йому дуже дорога. У новорічну ніч вони зустрічаються на вечірці у друзів, і під бій курантів Гаррі зізнається їй у коханні. Вони зрозуміли, що люблять одне одного, через 12 років після першої зустрічі.

## Музика у фільмі
- «It Had to Be You» (Френк Сінатра)
- «Our Love Is Here to Stay» (Луї Армстронг, Елла Фіцджеральд)
- «Don't Pull Your Love» (Гамільтон, Джо Френк і Рейнольдс)
- «Let's Call the Whole Thing Off» (Луї Армстронг, Елла Фіцджеральд)
- «Where or When» (Елла Фіцджеральд)
- «Lady's Lunch» (Марк Шейман)
- «Plane Cue and La Marsellaise» (Макс Стейнер) (з фільму «Касабланка», 1942)
- «The Surrey with the Fringe on Top» (Біллі Крістал і Мег Райен)
- «Have Yourself a Merry Little Christmas» (Бінг Кросбі)
- «Call Me» (Біллі Крістал)
- «Auld Lang Syne» (Луї Армстронг)

## Цікаві факти
- Головні герої на початку фільму обговорюють, а в середині — дивляться легендарну голлівудську стрічку «Касабланка».
- Сцена з фільму, в якій Гаррі і Саллі сидять у ресторані і Саллі на спір симулює оргазм, вважається однією з найкращих в кінематографі, а фраза «Мені те ж, що і їй» (англ. «I'll have what she's having»), сказана відвідувачкою ресторану при вигляді цієї сцени, займає 33 місце в списку ста найкращих кіноцитат в американському кіно. Жінку, яка вимовляє цю фразу грає Естель Райнер, мама Роба Райнера.
- Історії знайомств, які періодично розповідають подружні пари, справжні. Їх Роб Райнер збирав спеціально для фільму. Чоловіків і дружин, правда, грають актори.
- До того, як називати картину «Коли Гаррі зустрів Саллі», Роб Райнер і Нора Ефрон розглянули наступні варіанти: «Просто друзі», «Хлопець зустрічає дівчину», «Блакитний місяць», «Слова любові», «Гаррі, це Саллі», «Як вони зустрілися», «Це має бути ти», «Гра меланхолійного дитини». Нора Ефрон зізналася потім, що вибрана назва стрічки їй не подобається, і вона з задоволенням повернула б все назад, щоб поміняти його.
- Голос за кадром, який говорить у фінальній сцені: «До Нового року залишається 10 секунд», належить режисерові фільму.
- Персонаж Гаррі частково заснований на характері Роба Райнера. А звичка Саллі замовляти дивно їжу була запозичена у сценариста Нори Ефрон.
- Моллі Рінгуолд була запропонована роль Саллі, але вона була змушена відмовитися від неї через щільний знімальний графік. У 2004 році Рінгуолд зіграла Саллі в Вест-Енді.
- Американський інститут кіно поставив «Коли Гаррі зустрів Саллі» на шосте місце в десятці найкращих романтичних комедій.
- Коли Гаррі і Саллі розмовляють по телефону, Гаррі читає «Мізері» Стівена Кінга. Наступного року Роб Райнер зняв екранізацію цього роману.
- А в романі «Лангольєри» Стівена Кінга пасажири літака повинні були дивитися цей фільм.
- Альберт Брукс відмовився від ролі Гаррі Бернса.
- У фіналі первинного варіанту сценарію Гаррі і Саллі не залишалися разом.
- У фільмі також зіграла Трейсі Райнер, дочка режисера Пенні Маршалл, яка взяла прізвище свого вітчима — Роба Райнера.

## Знімальна група
- Режисер — Роб Райнер
- Сценарист — Нора Ефрон
- Продюсер — Роб Райнер, Ендрю Шайнмен, Нора Ефрон
- Композитор — Марк Шейман